# 第二次马恩河战役
第二次馬恩河戰役（法語：seconde bataille de la Marne）或稱蘭斯戰役（bataille de Reims）是在第一次世界大戰西方戰線上發生於1918年7月15日至8月6日的戰役，是在西方戰線战役中德軍最後一次發動大規模攻擊的戰役。德軍最後落败。由法國軍隊領導的协约国軍隊发动反擊，粉碎了德軍的进攻，而且使德軍遭受到嚴重的傷亡。

## 背景
在德军的春季攻势未能击败协约国西线军队后，埃里希·魯登道夫认为，德军在佛兰德斯发动进攻会使德军战胜英国远征军。为了掩饰自己的意图并将协约国军队诱离比利时，鲁登道夫计划在马恩河发动大规模的牵制性攻击。

## 德军攻击
战役开始于1918年7月15日，由德国将军布魯諾·馮·穆德拉和卡爾·馮·艾內姆率领的德国第一和第三軍團所属的23个德国师进攻兰斯以东的亨利·古羅率领的法國第四軍團及其隶属的美国第42师。与此同时，在德国将军馬克斯·馮·波恩率领下的第七軍團和約翰內斯·馮·埃本率领的第九軍團的17個師在兰斯以西袭击了讓·德古特领导的法國第六軍團，鲁登道夫希望以此将法国前线一分为二。
法國第四軍團在兰斯以东有纵深防御体系，以抵抗激烈的敌军轰炸和敌军步兵的攻击。他们的主要抵抗线在前线后方四到五公里处，超出了敌方野战炮的射程。为防止敌军步兵快速突破，战壕是在反坡上挖出的，因此在敌军的炮兵观察员眼中，它容易被忽略。法军在后部战壕的火力更加强大，这是德军没有想到的。德国的进攻強調出奇不意，但法军空中侦察的结果却发出了明确的警告。另外，从二十七个被法军俘虏的囚犯中，法军获悉了袭击时间。
德国的轰炸定于1918年7月15日12:10进行。法国人于11:30向德国的进攻前线开火，自然使攻击者的信心受挫。当德军开火时，他们对准的是几乎空荡荡的法国前线，炮弹击中了许多空置的炮坑。攻击者轻松通过了法国前方战线。在后方战线，他们被法军所阻挡。所以当他们遇到法国主力所在的前线时，他们被命令休息，重组并等到他们的野战炮被移到可攻击法军的区域。德军于第二天早上08:30袭击了法国主力所在的前线，比原定计划提前了一个小时。他们被法国大炮精确的射击击退。德军在中午再次尝试进攻，但失败了。法国的反攻没有同样多大进展，但令德国指挥官认为德国无法取得胜利。因此，法国第四军现在可以把增援部队运到战时更紧急的西部战线。
在进攻开始日，西部马恩河南岸的保卫者不得不忍受德军三个小时的激烈轰炸，德军发射的炸弹包括许多瓦斯弹。德军想以此压制河岸的法军并渡河。 在炮火掩护下，德军渡河部队蜂拥而至，渡河船只包括30人的帆布船和木筏。 在12:00他们开始在协约国军队幸存者的反击下架设桥梁。一些協約國部队，特别是美国第3步兵师第38步兵团发起反攻。但到了晚上，德军还是占领了一个桥头堡。尽管有225架法国轰炸机进行了空中打击，但德军仍占领了纵深長6.4公里和寬14公里的地区，鲁登道夫认为这次进攻取得的进展是“军事胜利的最高峰”。

## 协约国军队的反攻
德军未能突破或摧毁协约国防线，这个消息让协约国军队最高指挥官费迪南·福煦得以于7月18日进行计划中的大反攻。 
进攻部队包括：
1. 24個法國師和歸法國指揮的2個美國師
2. 8個美國指揮的師
3. 350輛坦克

这些部队袭击了防线上德军的突出部。
协约国军队先前的准备工作对反击德国的进攻非常重要，盟军因此对德国计划的要点了如指掌。传说一位工程师亨特·格兰特和其他人想出了一个计谋。他们把装着虚假反击计划的公文包铐在一名死于肺炎的男子身上。然后他们把这具尸体放在一辆冲出德国控制的大桥的车上。德国人发现了这些计划并被虚假情报欺骗了，于是德军调整了部署以挫败虚假的盟军行动。因此，由福克率领的法国和美国军队能够对敌军防线的弱点进行针对性攻击。德国人别无选择，只能撤退。这一进攻标志着德国开始撤出他们占领的突出部。1918年9月，9个美军师加入4个法军师的进攻，把德军赶出圣米歇尔突出部（St. Mihiel）。
五月初，费迪南·福煦发现了德军进攻中的缺陷。击退德军进攻的力量主要来自法国，且得到了美国，英国和意大利的支持。 协调这些国家的联合反击是一个重要问题，福煦必须与四个国家的指挥官协作进攻，这影响了协约国军队的反击效率。但是，新鲜的美军力量不断赶到，大大增强了协约国军队对德国进攻的抵抗能力。
7月19日，意大利遠征軍损失了24,000人中的9,334名官兵。尽管如此，两个新到达的英国步兵师（第51步兵师和第62步兵师）还是和意大利军队一起直冲阿德雷山谷。
德军司令部在7月20日下令撤回春季攻势前的阵地，同时他们加强了侧翼防守。7月22日，鲁登道夫下令在上乌尔克到马尔弗间修筑防线。
代价越来越高昂的协约国进攻继续进行，但是进攻收效甚微。到7月27日，德国人已经撤出了他们在塔德努瓦地区费尔后方的铁路枢纽，开始使用另一条新建的铁路线。德国人在西部前线保留了苏瓦松附近的阵地。8月1日，夏爾·芒然将军的第十軍團所属的法国和英国师团再次发起进攻，深入德军防线近8公里。8月6日，协约国军队的攻势随着德国的反攻而逐渐减弱。到了这一阶段，德军先前进攻突破的突出部已被缩小，德国军队被迫沿埃斯内河和维索河撤退；前线缩短了45公里。

## 评价
第二次马恩河战役是協約國一次重要的胜利。費迪南·福煦获得了法国元帅的军衔。協約國俘虏了29,367人，793支步枪和3000挺机枪，并给德国人造成了168,000人的伤亡。这场战役使协约国军士气高昂。在马恩河的战略胜利标志着西线一系列德国胜利的结束和一系列协约国胜利的开始，协约国之后的胜利将在三个月内结束战争。

## 延伸閱讀
- Greenwood, Paul. . Airlife Publishing Ltd. 1998. ISBN 978-1-84037-008-9.
- Neiberg, Michael. . Bloomington: Indiana University Press. 2008. ISBN 978-0-253-35146-3.
- Skirrow, Fraser. . Pen and Sword. 2007. ISBN 978-1-84415-496-8.
- Read, I.L. . Preston: Carnegie Publishing. 1994. ISBN 978-1-85821-225-8.
- Farwell, Byron. . New York: Norton Paperback. 1999. ISBN 0-393-32028-6.

## 外部連結
- Major J. W. Anderson. F. A., With the Tenth Field Artillery at the Second Battle of the Marne （页面存档备份，存于）
- The Second Battle of the Marne, 1918 （页面存档备份，存于）
- British 62nd Division's part in the events
- Celebrations of the anniversary of the victory of the Battle of the Marne at Meaux Church in 1916 （页面存档备份，存于）